# Operação Polo
A anexação do Estado de Haiderabade pela Índia, sob o codinome Operação Polo e apresentada como uma "operação policial", foi uma invasão que ocorreu em setembro de 1948 e foi conduzida pelas Forças Armadas Indianas. Esta operação militar resultou na anexação do Estado de Haiderabade pelo Domínio da Índia.
Na época da Partição, em 1947, os estados principescos da Índia, que em princípio tinham autogoverno em seus próprios territórios, estavam sujeitos a alianças subsidiárias com os britânicos, dando-lhes o controle de suas relações externas. Na Lei de Independência da Índia de 1947, os britânicos abandonaram todas essas alianças, deixando os estados com a opção de optar pela independência total.[carece de fontes?] No entanto, em 1948, quase todos haviam aderido à Índia ou ao Paquistão. Uma grande exceção foi a do principado mais rico e poderoso, Haiderabade, onde o nizão Assafe Já VII, um governante muçulmano que presidia uma população majoritariamente hindu, escolheu a independência e esperava mantê-la com um exército irregular recrutado a partir da aristocracia muçulmana, conhecida como os Razakars.:224 O Nizam também foi obstruído pela Rebelião de Telangana, na qual foi incapaz de subjugar.:224
Em novembro de 1947, Haiderabade assinou um acordo de estagnação com o Domínio da Índia, dando continuidade a todos os acordos anteriores, exceto pelo estacionamento de tropas indianas no estado. No entanto, com a ascensão dos militantes razakars, a Índia considerou necessário estacionar tropas indianas e invadiu o estado em setembro de 1948 para coagir o Nizam. Posteriormente, o Nizam assinou um instrumento de adesão, juntando-se à Índia.
A operação levou a uma violência massiva em linhas comunitárias. O primeiro-ministro indiano, Jawaharlal Nehru, nomeou uma comissão conhecida como Comitê Sunderlal. Seu relatório, que não foi divulgado até 2013, concluiu que "como uma estimativa muito razoável e modesta ... o número total de mortes no estado ... algo entre 30 mil e 40 mil.". Outros observadores responsáveis estimaram o número de mortes para 200 mil ou mais.